# Matarraña
Il Matarraña (in catalano: Matarranya) è una delle 33 comarche dell'Aragona, con una popolazione di 8 682 abitanti; suo capoluogo è Valderrobres.
Amministrativamente fa parte della provincia di Teruel, che comprende 10 comarche.